# HMS Queen Elizabeth (R08)
Pour les autres navires du même nom, voir HMS Queen Elizabeth.
Le HMS Queen Elizabeth (pennant number, numéro de coque, R08) est l'un des deux porte-aéronefs de la marine britannique de classe Queen Elizabeth, les plus grands navires jamais construits par la Royal Navy. Pouvant accueillir jusqu'à 70 aéronefs, le navire est baptisé en l'honneur du premier navire HMS Queen Elizabeth (armé en 1914), lui-même nommé en l'honneur de la reine Élisabeth Ire.
Après une entrée en service qui a été reportée à la suite des restrictions dans le budget de la défense survenues après la crise économique de 2008⁣⁣, le navire a commencé ses essais à la mer en juin 2017 et a été armé le 7 décembre 2017.
Ce même jeudi 7 décembre 2017, sur la base navale de Portsmouth sur l'île de Portsea située sur la côte sud de l'Angleterre, la reine Élisabeth II avait pris part à la cérémonie marquant officiellement la mise en service et l'entrée dans la Royal Navy du HMS Queen Elizabeth, après des essais concluants effectués avec des avions Lockheed Martin F-35B britanniques sur la base aérienne Patuxent River de l'US Navy située dans le Maryland.
L’Aircraft Test and Evaluation Centre (ATEC) de Boscombe Down avait validé les tests de sécurité aéronautique, notamment la capacité de surveillance aéroportée et la capacité d'armes guidées, selon les normes de fiabilité les plus élevées.
En janvier 2021, le HMS Queen Elizabeth avait assumé le rôle de vaisseau amiral de la Royal Navy.
En mai 2022, avant le premier déploiement opérationnel du porte-avions (dans la nuit du 22 mai 2022), lequel l'a conduit jusqu'au Japon, en Corée du Sud, en Inde et à Singapour, la reine Élisabeth II avait effectué dans la matinée un déplacement à Portsmouth pour faire ses adieux à l’équipage du HMS Queen Elizabeth.
Des exercices d'interopérabilité avaient, lors de ce déploiement, été effectués en Méditerranée avec le porte-avions français Charles de Gaulle.
D'autres manœuvres auxquelles avaient pris part le HMS Queen Elizabeth s'étaient déroulées durant 41 jours (12 mai au 22 juin 2021) dans le cadre de l'exercice OTAN Steadfast Defender 2021 sur l'ensemble de la zone Euro-Atlantique.
Quant au porte-aéronefs, R09,  HMS Prince of Wales, admis en service en décembre 2019, il subit de multiples avaries qui lui valent de passer plus de temps en cale sèche qu'il n'en a passé en mer. Il aura totalisé en janvier 2023, selon le quotidien The Times, 267 jours en mer depuis sa mise en service en 2019. Ce qui ne l'empêche pas de poursuivre ses travaux de maintenance pour être totalement opérationnel en 2023.
Il est destiné à accueillir des avions de type VSTOL (Vertical or Short Take Off and Landing), à décollage/atterrissage vertical. De ce fait, il devrait accueillir principalement des avions multirôles de 5e génération comme les américains F-35B Lightning II ainsi que des hélicoptères Merlin Mk2, destinés à l'alerte aérienne avancée et à la lutte anti-sous-marine. Sa conception met l'accent sur la flexibilité, avec une capacité d'accueil de 250 hommes du corps des Royal Marines et de leur soutien logistique et notamment de transport de troupes (comme par exemple des hélicoptères Chinook)
Le HMS Queen Elizabeth et son navire-jumeau, le HMS Prince of Wales (R09) ont été développés afin de répondre aux nouveaux besoins des forces armées britanniques.
Selon un article du magazine Zone Militaire, le Colonel Kelly de la Royal Navy a confirmé début juin 2023 l'intention de la Royal Navy de doter ses deux porte-avions de catapultes et de brins d’arrêt.
Elle a pour ambition d'atteindre une configuration avec système de catapultage CATOBAR. Ce programme s'inscrit dans un processus en trois étapes, lequel va progressivement basculer de l'actuelle configuration "STOVL" à la configuration "STOL", puis à la configuration "STOBAR". L'objectif fixé - la configuration CATOBAR - sera atteint lorsque le budget nécessaire sera dûment alloué à la Royal Navy.

## Conception

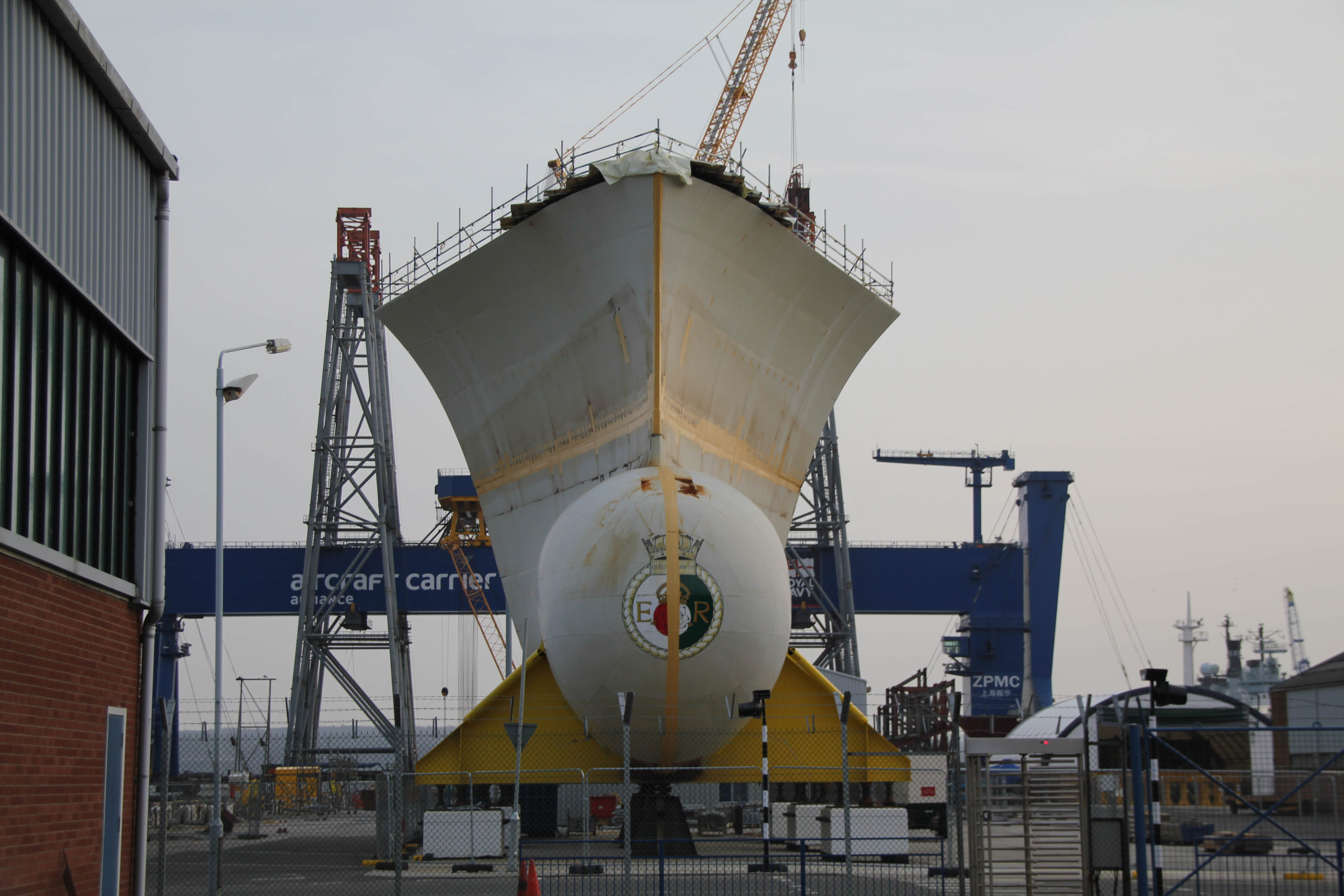
La première section du HMS Queen Elizabeth à Rosyth.

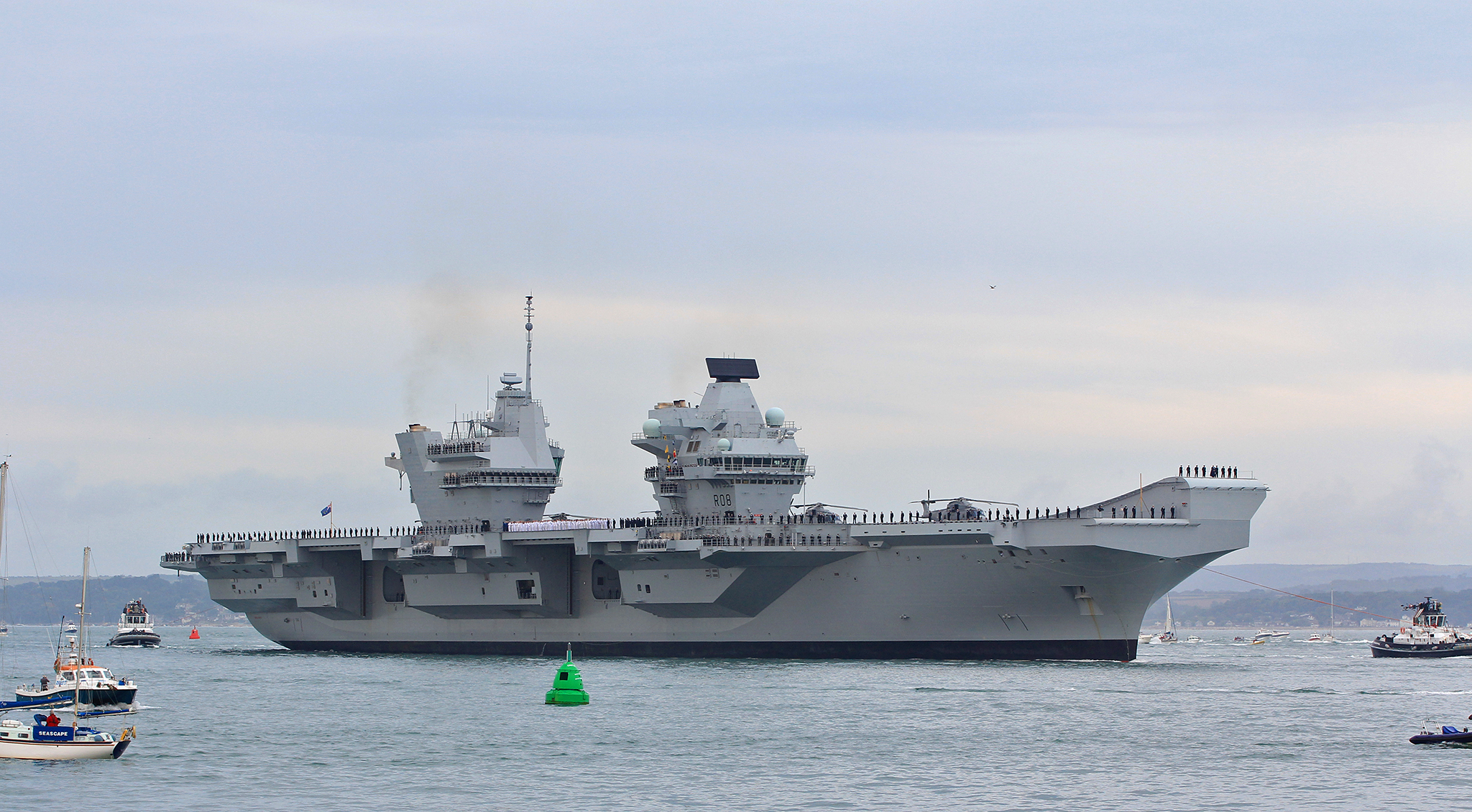
Le HMS Queen Elizabeth (R08) en 2017.

Le 25 juillet 2007, le secrétaire à la Défense britannique, Desmond Browne, a annoncé un budget de 3,8 milliards de livres sterling pour le développement et la construction de deux nouveaux porte-aéronefs de classe Queen Elizabeth. Le premier d'entre eux a été commandé courant mai 2008, pour une entrée en service prévue à l’origine en 2014 pour le Queen Elizabeth et en 2016 pour le Prince of Wales.
Il a été assemblé par VT Group et BAE Systems.
Les essais en conditions réelles du F-35B de Lockheed Martin sur le navire ont commencé le 25 septembre 2018 via une rampe de lancement. Durant cette campagne, 500 appontages et décollages sont prévus.

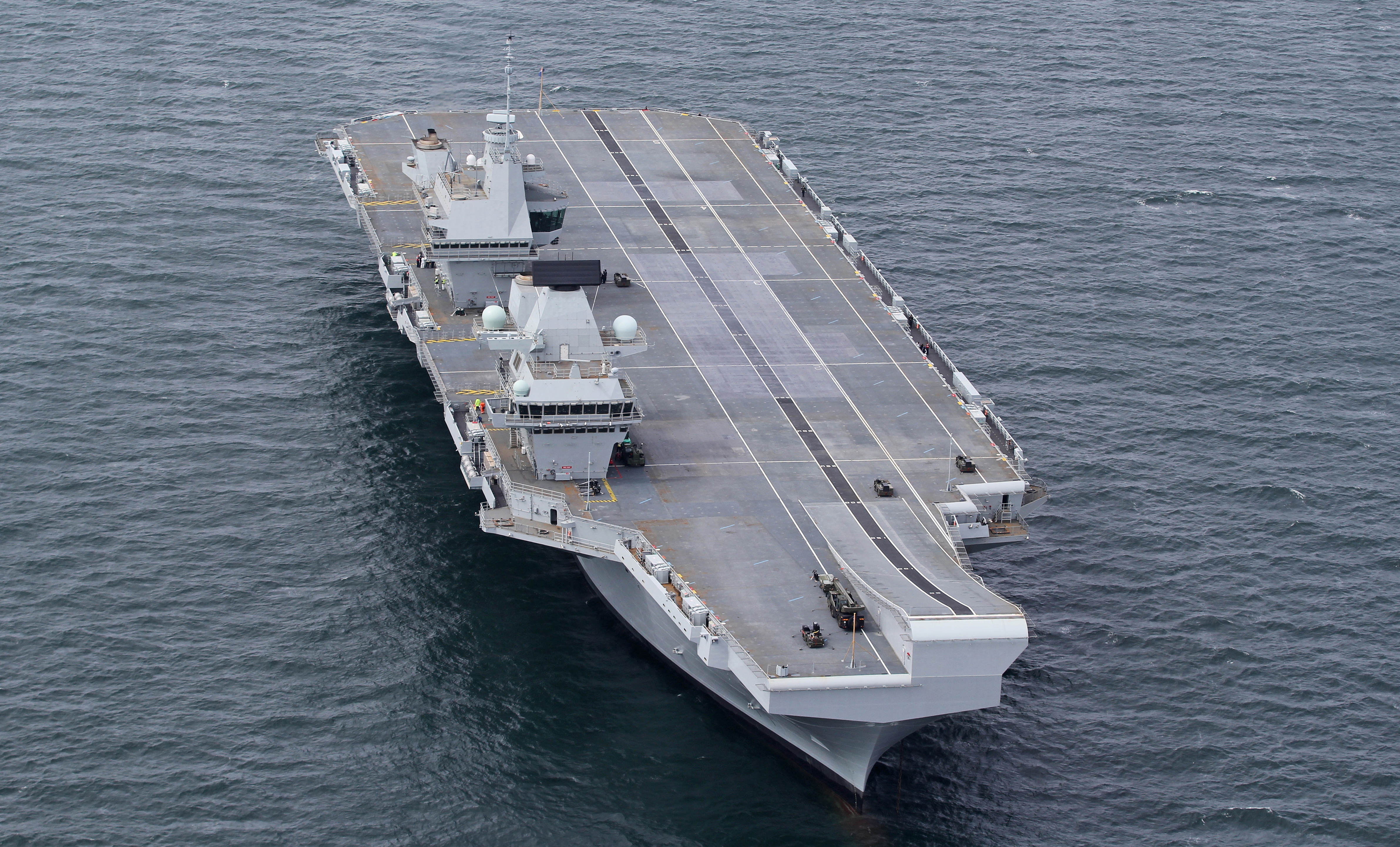
Le porte-avions lors d'essais en mer en 2017.

Il est le premier porte-aéronefs à être conçu avec deux îlots, l'un pour la navigation du navire et l'autre pour la gestion des opérations de vol. Cela résulte en une plus grande visibilité des opérations. De plus, chaque îlot peut prendre le rôle de l'autre en cas de besoin.
Même si le porte-aéronefs Queen Elizabeth a été conçu afin de pouvoir mettre en œuvre jusqu’à 36 F-35B, il devrait se limiter à un escadron de 12 F-35B, même si la Royal Navy travaille en 2018 sur un concept opérationnel basé sur 24 avions F-35B.

## Construction
Le porte-aéronefs a été construit au chantier naval de Rosyth et aura coûté près de 3 milliards de livres (environ 3,4 milliards d'euros), soit 3,7 milliards de dollars US.

### UK Carrier Strike Group 21
Le Queen Elizabeth a effectué son premier déploiement en 2021, en étant le transporteur de l'United Kingdom Carrier Strike Group 21, avec des unités de la Fleet Air Arm de la Royal Navy.